# Бад Шенборн
Бад Шенборн (њем. Bad Schönborn) општина је у њемачкој савезној држави Баден-Виртемберг. Једно је од 32 општинска средишта округа Карлсруе. Према процјени из 2010. у општини је живјело 12.483 становника. Посједује регионалну шифру (AGS) 8215100.

## Географски и демографски подаци
Бад Шенборн се налази у савезној држави Баден-Виртемберг у округу Карлсруе. Општина се налази на надморској висини од 122 метра. Површина општине износи 24,1 km². У самом мјесту је, према процјени из 2010. године, живјело 12.483 становника. Просјечна густина становништва износи 518 становника/km².

## Међународна сарадња
| Мјесто      | Држава               | Врста сарадње | Од    |
| ----------- | -------------------- | ------------- | ----- |
| Кишкунмајша | Мађарска             | партнерство   | 2000. |
| Кумбран     | Уједињено Краљевство | контакт       | 1973. |
|             | Француска            | контакт       | 1966. |
|             | Француска            | партнерство   | 2000. |
| Извор       |                      |               |       |